# Lappsjöarna (Jokkmokks socken, Lappland, 740666-171197)
Lappsjöarna är en sjö i Jokkmokks kommun i Lappland och ingår i Luleälvens huvudavrinningsområde.